# Baouiga
Ne doit pas être confondu avec Baouiga-Yorgo.
Baouiga (également orthographié Bawiga) est une commune rurale située dans le département de Sapouy de la province du Ziro dans la région du Centre-Ouest au Burkina Faso.

## Éducation et santé
La commune accueille un centre de santé et de promotion sociale (CSPS).